# Урія
Урія (рум. Uria) — село у повіті Олт в Румунії. Входить до складу комуни Спринчената.
Село розташоване на відстані 126 км на захід від Бухареста, 43 км на південний схід від Слатіни, 68 км на південний схід від Крайови.

## Населення
За даними перепису населення 2002 року у селі проживали 228 осіб, усі — румуни. Усі жителі села рідною мовою назвали румунську.